# أنس خان
أنس خان (26 فبراير 1993 بباكستان - ) هو لاعب كريكت صيني. شارك مع منتخب هونغ كونغ للكريكت.

## وصلات خارجية
- أنس خان على موقع إي آس بي آن كريك إنفو (الإنجليزية)